# Alsodes neuquensis
Az Alsodes neuquensis  a kétéltűek (Amphibia) osztályának békák (Anura) rendjébe és az Alsodidae családba tartozó faj.

## Előfordulása
Az Alsodes neuquensis Argentína középső részén a Pampa de Lonco Luan fennsíkon honos.